# 王平陵

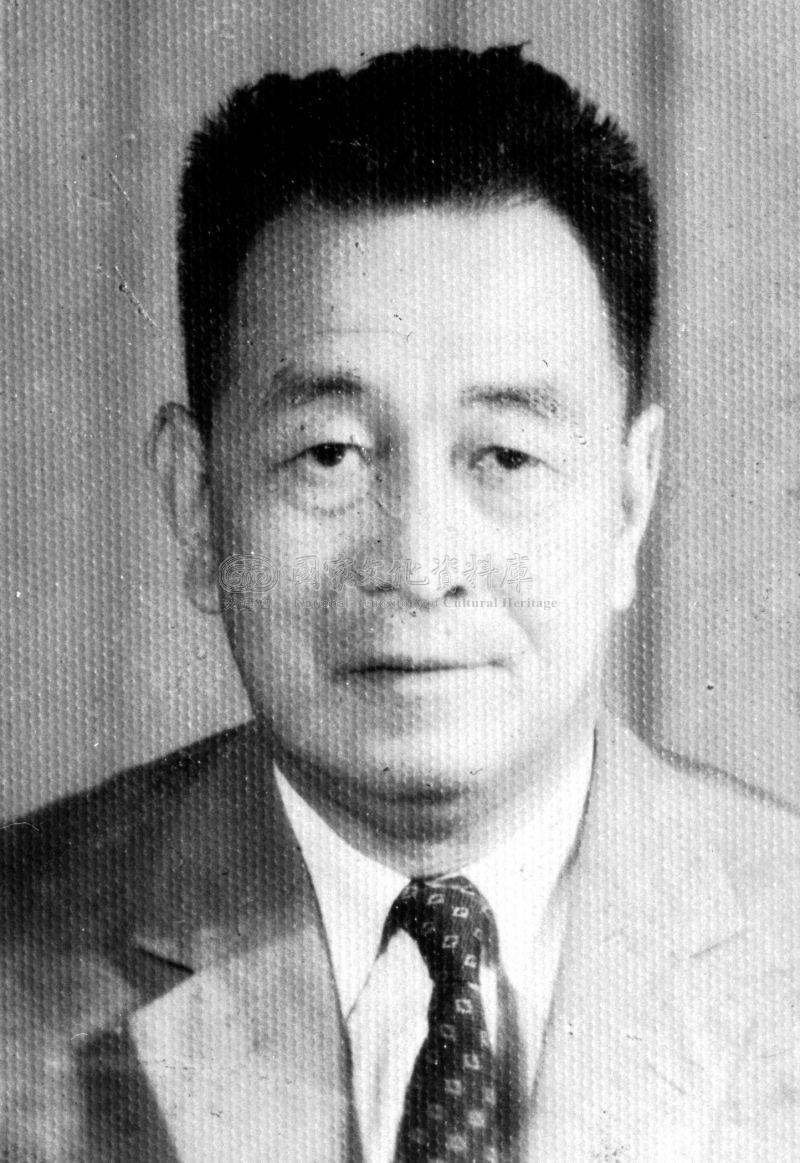
攝於1964年

王平陵（1898年5月2日—1964年1月12日），本名仰篙，字平陵，后以字行，江苏省溧阳县人，中国国民党文化官员，中华民国作家。其笔名有多种，其中时评用“西冷”，文艺论文用“史痕”，散文用“秋涛”，短篇小说用“草莱”。

## 生平

### 早年生涯
王平陵出生于一个书香世家，其父是清末的秀才。王平陵自幼随父亲读私塾。自溧阳县立第一高小毕业后，获得官费资助，入杭州的浙江省立第一师范学校学习。因刻苦而受李叔同赏识。李叔同1918年出家前夕，将自己全部文学论著转赠王平陵。王平陵于1920年在《时事新报》副刊发表小说《雷峰塔下》，此外商务印书馆出版的《妇女杂志》刊登了王平陵的独幕剧《回国以后》。
自杭州的浙江省立第一师范学校毕业后，王平陵赴奉天省立第一师范学校任教。任教一年后回到溧阳县立同济中学任教。1922年，自溧阳县转赴南京美专任教，同时在震旦大学南京分校学习法文。此时，他以“王平陵”之名在南京、上海各媒体发表文学作品。
1924年，自震旦大学南京分校毕业后，王平陵赴上海主编《时事新报》副刊《学灯》。王平陵还曾为《学灯》撰写介绍实证主义美学的文章。1928年，王平陵转任上海暨南大学中文系教授。

### 攻击左翼文艺运动
1929年，王平陵入南京的中国国民党中央宣传部工作，获部长叶楚伧赏识。此外，王平陵应杭州浙江省立第一师范学校时的老同学、《中央日报》社长严慎予邀请，主编《中央日报》的《大道》与《青白》两个副刊，并且兼任南京英专教授。此时，王平陵已经与吕英在家乡溧阳县结婚。
1929年6月，中国国民党召开全国宣传工作会议，蒋介石到会讲话称要“创造三民主义文学”，“取缔违反三民主义之一切文艺作品”。以鲁迅为盟主的左联则以普罗文学反对中国国民党的文化围剿。在中国国民党中央宣传部的策划下，王平陵、钟天心、左恭等人于1930年5月在南京创办中国文艺社，叶楚伧任社长，张道藩、王平陵、范争波、朱应鹏、徐仲年、华林等为理事，并于1930年8月15日创办《文艺月刊》（1938年改为半月刊），以鼓吹“三民主义文学”和“民族主义文学”，同左翼文艺运动抗衡。其中“民族主义文学”是中国国民党中央组织部陈立夫、陈果夫支持上海六一社鼓吹的。六一社的主要成员包括潘公展（中国国民党上海特别市执行委员会常务委员、上海市政府委员、社会局局长）、王平陵、朱应鹏（上海市政府委员）、范争波（中国国民党上海市党部委员、警备司令部侦察队长兼军法处处长）、黄震遐（中央军校教导团军官）、叶秋原、傅彦长、李赞华、邵洵美、汪倜然等。
1930年6月1日，王平陵参与起草的《民族主义文艺运动宣言》在上海发表，攻击左翼文艺运动为“畸形的病态发展”。为此，茅盾、鲁迅、瞿秋白陆续撰写《“民族主义文艺”的现形》、《“民族主义文学”的任务和命运》、《屠夫文艺》等文，称“民族主义文学”实质是法西斯主义及卖国主义，“民族主义文学”代表作黄震遐的诗剧《黄人之血》明显存在媚日倾向。
1933年2月，鲁迅作《不通两种》，批评中国国民党御用报纸的新闻“不敢通”和“不愿通”。王平陵随即在《武汉日报》的《文艺周刊》发表《“最通的”文艺》，揭发鲁迅以笔名“何家干”发表文章，并攻击以鲁迅为首的左翼作家正在写“对苏联当局摇尾求媚的献词”，这才是这些作揖作家心中“最通的文艺”。鲁迅迅速写出对“通论的拆通”的杂文《官话而已》，认为王平陵这种吃中国国民党官饭者，其文章不过是“十足的官话”。王平陵与鲁迅为首的左联先后进行的笔战，获得中国国民党官方赞扬，尊王平陵为“文艺斗士”。
为对抗左翼文艺，叶楚伧代表中国国民党中央宣传部拟订四项措施：“一、办大型《文艺月刊》；二、编印文艺丛书；三、设置全国报纸副刊及社论指导机构；四、成立电影剧本评审委员会。”这四项措施均由王平陵实际负责。1930年8月15日，《文艺月刊》创刊，王平陵自创刊号便任主编，直到1942年辞去主编职务。1932年，正任正中书局出版委员会委员的王平陵，主编“大时代文丛”和“新生活丛书”，另外主编了《读书顾问》季刊。上述丛书、季刊的翻译作品大多是美国、英国、法国等国的名著，以取代左翼文人推崇的苏联作品。1935年，中国国民党成立“全国报纸副刊及社论指导室”，叶楚伧派王平陵任主任。王平陵随后拟订了文艺指导纲要，发给中国各地的报纸，并派出右翼文人掌控十二家“文艺周刊”。“电影剧本评审委员会”也由王平陵出任评审委员，职责为防止左翼文艺渗透到上海各个民营电影制片厂，并阻止含有共产主义倾向的剧本拍成电影。1936年，陈立夫通过国民政府教育部成立“中国电影协会”，派王平陵主编《电影年鉴》。王平陵因为审查电影和主编《电影年鉴》，成为中国电影界的实权人物。

### 抗日救亡
1938年日军占领南京后，中国文艺界中心转到武汉。中国国民党中央宣传部委派王平陵组织一个超越阶级和党派、联合中国文艺界人士共同参与抗战的统一组织。王平陵积极协调与冯玉祥派系的作家以及以郭沫若为首的左翼文人的关系，在1938年3月27日成立了“中华全国文艺界抗敌协会”（简称“文协”），成立仪式在汉口总商会大礼堂举行，500人参加成立仪式。大会名誉主席团成员有罗曼·罗兰、威尔士（未到）、鹿地亘以及代表国共两党的陈立夫、周恩来，大会主席为邵力子（中国国民党中央宣传部部长）。王平陵作该协会筹备情况报告，老舍等人宣读大会宣言以及告全世界及日本作家书，大会通过了协会简章，发出致蒋委员长暨前线抗敌将士慰劳电文，并选举邵力子、冯玉祥、张道藩、王平陵、老向、老舍、田汉、沙雁、盛成、吴组缃、陈铭枢、郭沫若、马彦祥、胡绍轩、徐蔚南、胡秋原、胡风、姚蓬子、陈纪滢、陈西滢、冯乃超、穆木天、孟十还、华林、楼适夷、茅盾、丁玲、巴金、郁达夫、成仿吾、张天翼、谢六逸、沈从文、曹禺、曹聚仁、黎烈文、郑振铎、朱自清、朱光潜、许地山、夏衍、张恨水、沈起予、施蛰存、曹靖华等四十五人为理事；吴奚如、孔罗荪、罗烽、舒群、崔万秋、曾虚白、周立波、吴漱予、黄源、梁宗岱、艾芜、丘东平、周扬、宗白华、欧阳山等十五人为候补理事；叶楚伧、于右任、陈立夫、孙科、周恩来为名誉理事。
“文协”决定不设理事长，由中间派作家负责实际工作。总务主任老舍，副主任华林；组织部主任王平陵，副主任楼适夷；出版部主任姚蓬子，副主任老向。叶以群、赵清阁、谢守恒担任干事。第二届理监事中，冯玉祥任理事长。在抗日战争期间，王平陵始终担任该协会的常务理事。王平陵力图防止左翼文人掌控该组织，住在重庆的南山颠的王平陵“曾高高地遥编”桂林、恩施、昆明、成都、贵阳各报副刊，但该协会最终仍被左翼作家控制。
王平陵的诗集《狮子吼》描写了抗战军民英勇斗争的气势。王平陵为正中书局1946年5月出版的《中国战时学术》撰写了《七年来的中国抗战文学》，肯定了田汉、萧军、舒群、白朗、罗烽等不少左翼文人描写抗日战争的作品。1939年冬，王平陵担任桂南战地记者。1940年初，王平陵赴前线，写出了国军收复昆仑关的报道。1940年春，正值汪精卫政权即将成立，王平陵应“中华全国戏剧界抗战协会”邀请，写出剧本《狐群狗党》，揭露汉奸，该剧在重庆上演一个多月。
1943年，重庆奸商导致米荒，王平陵以此写出五幕剧《维他命》，揭露奸商。王平陵为商务印书馆主编的《大时代文丛》二十册，其中包括许多抗日作品。

### 国共内战
1945年日本投降后，王平陵应《扫荡报》副刊刘同绎的邀请，撰写长篇小说《归舟返旧京》（题目为杜甫的诗句），反映抗战胜利后各方面骤然转变并出现新现象，以填补老舍《四世同堂》在该报连载结束后的空白。该小说原拟交给刘同绎在上海主持的“怀正文化社”出版，后因时局混乱，通货膨胀，该小说未能出版。
《归舟返旧京》在《扫荡报》连载至第四章时，因日本投降，政府将《扫荡报》改名为《和平日报》。《和平日报》社派刘同绎赴上海分社工作时，刘同绎推荐王平陵出任《和平日报》副刊主编。王平陵边写《归舟返旧京》边交给其女儿王晶心，王晶心送到《扫荡报》重庆中正路办事处。王平陵没留《归舟返旧京》的底稿，修改后在和平日报印刷厂重排之后，寄往上海怀正文化社时丢失。
王平陵还为天津《民国日报》撰写长篇小说《国宝》，共连载九个月。后来，王平陵与某书店签约出版，但后来出版未果，原稿遗失。
抗日战争胜利后，王平陵留在重庆，未回南京。王平陵先推荐尹雪曼入《新蜀夜报》编副刊，王平陵自己则专心写作。1948年至1949年冬，正在担任重庆文化运动委员会委员的王平陵，奉上司张道藩之命，推动重庆的文艺运动。此外，王平陵还在重庆的巴蜀中学兼职授课。1949年11月25日，王平陵上完课后，中国人民解放军已即将占领重庆，王平陵乃经老朋友倪炯声安排，于11月26日带长子王允昌乘坐最后一架飞往台湾的班机赴台湾，妻子和女儿王晶心、次子王允汶则留在重庆。11月27日，中国人民解放军占领重庆。妻子和女儿、次子直到1950年才离开中国大陆到达台湾，与王平陵团聚。

### 台湾生活
王平陵到台湾后，先在基隆，后迁中壢，一时没有固定工作，便以卖文为生。为了便于卖文，王平陵向刘心皇等人声称“鲁迅曾骂过我”。1950年代来到台湾的文人中，也仅有王平陵、胡秋原等少数人曾与鲁迅论战。王平陵的这一宣传颇见效。1950年5月19日起，王平陵在程大城创办的《半月文艺》担任专稿撰述委员。此外，王平陵还参加了《新生报》有关“战斗文艺”的讨论。《新生报》采纳了王平陵的意见，确定以“战斗性第一，趣味性第二”的原则为审稿标准。1950年3月23日，《新生报》副刊在台北中山堂举办文艺作家座谈会，王平陵、张道藩、齐如山、戴杜衡、陈纪滢等应邀出席。1950年4月17日，“全国文艺团体发起会”召开，约五十人与会，张道藩任临时主席，会议决定将团体名称定为“中国文艺协会”，王平陵、冯放民、孙陵、赵友培、陈纪滢等十一人当选筹备人。1950年5月4日，“中国文艺协会”在台北中山堂成立，张道藩推荐陈纪滢任大会主席，张道藩致词，冯放民（凤兮）报告该协会的筹备经过，罗家伦、谢冰莹等147人出席。张道藩、陈纪滢、王平陵、谢冰莹，许君武、耿修业、冯放民、傅红蓼、孙陵、梁中铭、徐蔚忱、王蓝、赵友培、王绍清、顾正秋等15人当选理事，张道藩、陈纪滢、王平陵3人任常务理事。
1952年3月至1954年，王平陵任《中国文艺》月刊主编。1952年4月起，王平陵任《中国语文》编委。王平陵还曾任官方刊物《文艺创作》主编。
张道藩极希望王平陵等中国国民党官方作家再度辉煌，王平陵为雷震的《自由中国》写了多幕剧《自由魂》，还先后动笔写《少女心》、《沙龙夫人》、《六十年代》等长篇小说，但已力不从心。“中华文艺奖金委员会”及其附属的《文艺创作》日渐式微。王平陵在《文艺创作》即将停刊之际，于1956年赴泰国曼谷任《世界日报》总主笔。后来，由于不能适应当地气候而生病，一年后回到台湾。
为能让孩子们念完大学并且出国留学，王平陵应菲律宾马尼拉华侨师范专科学校（中正学校的前身）校长鲍事天聘请，赴菲律宾讲学，并在马尼拉《大中华日报》撰写专栏，帮助菲律宾华侨开展戏剧活动。1959年，王平陵获得台湾的中华民国教育部颁发的戏剧奖。
在菲律宾任职三年后，王平陵回到台湾，居住在景美半山腰的平房，与凤兮、刘心皇为邻居。此时，王平陵主编《薰风》月刊，担任《创作》月刊社社长。1961年7月，王平陵获聘为政工干校专任教授。王平陵的最后一部长篇小说《爱情与自由》便在任教之余写成。
1963年10月，王平陵的妻子中风。1964年1月5日晚間6時，王平陵正在写《爱情与自由》序言，突发脑溢血而昏迷。在发病前几天，王平陵曾向《幼狮文艺》、《新文艺》借稿费。为给妻子治病，王平陵将《爱情与自由》出售给正中书局。王平陵脑溢血昏迷后，几乎没人赞助其医药费，王平陵的老朋友王集丛乃提议“中国文艺协会”等三个文艺团体募捐。
1964年1月12日下午2時42分王平陵病逝於臺大醫院，隨后蒋经国任治丧委员会主任。在台北市极乐殡仪馆的王平陵灵堂四周，挂有总统蒋介石的“尽瘁文艺”挽匾，副总统陈诚的“艺林矜式”挽匾。王平陵灵堂中央挂有王平陵妻子呂瑛的长联。前往吊祭者有于右任、谷正纲、蒋经国、张道藩、程天放、楚崧秋、李焕等政界人士及文艺界朋友一千多人。但正在西班牙留学的王平陵的长子和长女因缺少路费无法回台湾奔丧。王平陵出殡那天，中国国民党党营的正中书局才出版了王平陵的长篇小说《爱情与自由》，这是他首部正式出版成书的长篇小说。
王平陵的遺體在出殯後安葬於陽明山第一公墓。1996年，妻子呂瑛逝後與之合葬。

## 延伸阅读
- 符兆祥主编，卓尔不群的王平陵：平陵先生纪念选集，台北：世界华文作家出版社，1999年